# Izabelin (powiat Warszawski zachodni)
Izabelin is een dorp in het Poolse woiwodschap Mazovië, in het district Warszawski zachodni. De plaats maakt deel uit van de gemeente Izabelin en telt 1500 inwoners.

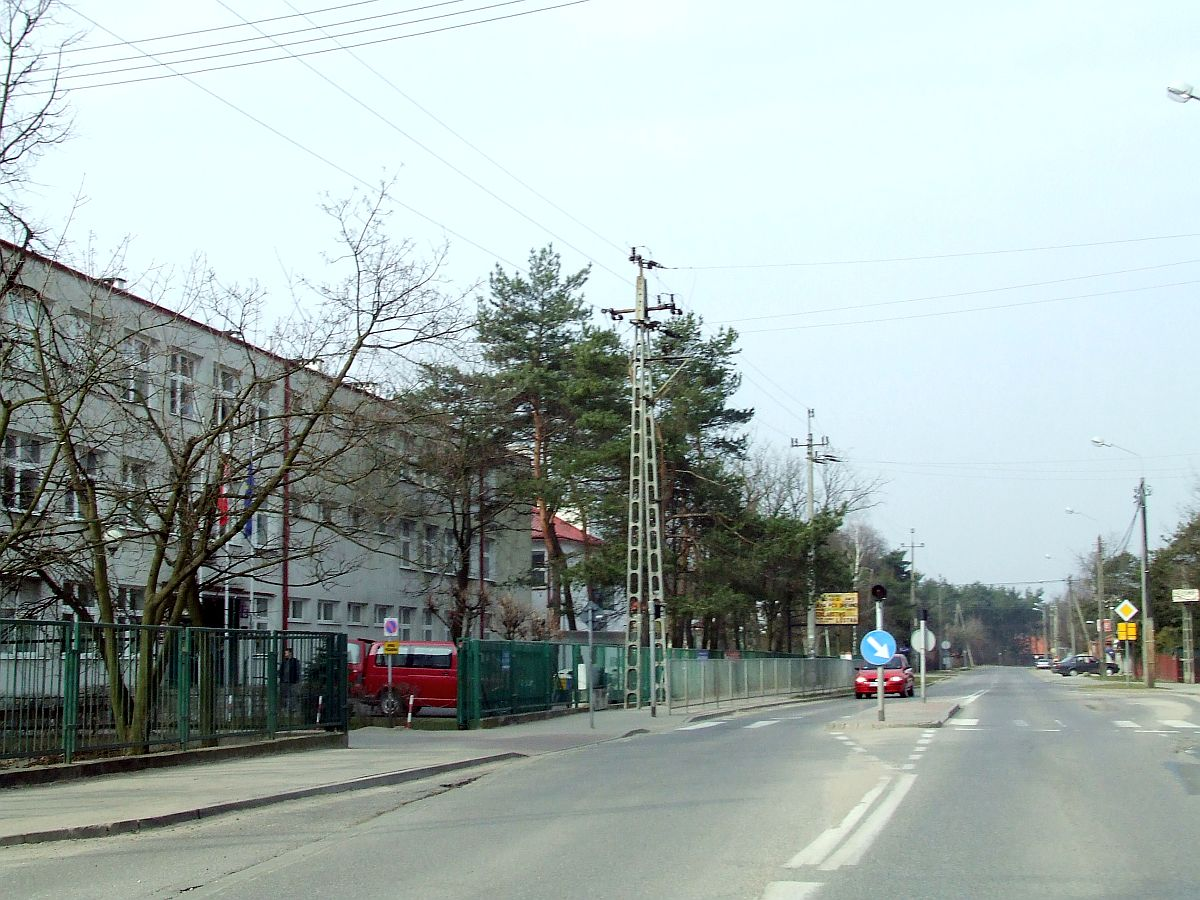
Izabelin